# کاخ گالیرا

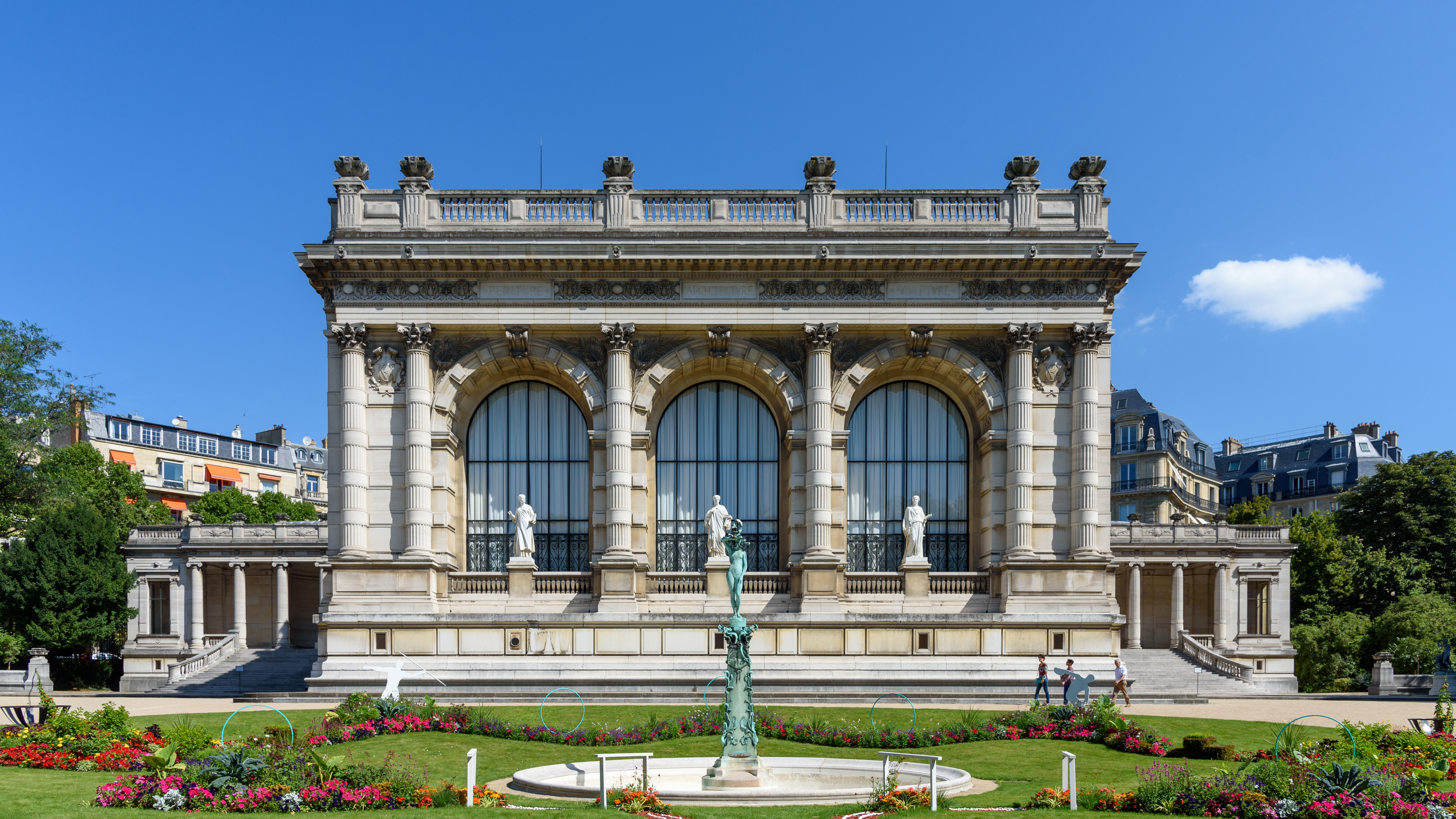
نمایی بیرونی از ساختمان کاخ گالیرا.

کاخ گالیرا (به فرانسوی: Palais Galliera) که به‌طور رسمی به عنوان موزه مُد شهر پاریس (به فرانسوی: Musée de la Mode de la Ville de Paris) نیز شناخته می‌شود، موزه‌ای مرتبط با تاریخ مد و صنعت مد است. این موزه در خیابان Pierre 1er de Serbie واقع در منطقه ۱۶ پاریس قرار دارد.